# Ricardo Valero Recio Becerra
Óscar Ricardo Valero Recio Becerra es un político, académico y diplomático mexicano, actualmente miembro del partido Movimiento Regeneración Nacional (Morena). Ha sido entre varios cargos públicos, diputado federal y embajador de México en Chile y en Argentina.

## Biografía

### Trayectoria académica
Originario de la Ciudad de México, es licenciado y maestro en Relaciones Internacionales egresado de El Colegio de México. Ha ejercido la docencia en la Facultad de Ciencias Políticas y Sociales de la Universidad Nacional Autónoma de México (UNAM), el Centro de Estudios Internacionales de El Colegio de México, la Universidad Autónoma Metropolitana Azcapotzalco y Xochimilco, y el Instituto Tecnológico Autónomo de México. En ellas ha impartido las cátedras de Teoría y Ciencia Política, Teoría de las Relaciones Internacionales, Tendencias políticas en el mundo contemporáneo, Proceso político en México, Continuidad y cambio político en América Latina, y Política exterior de México.
Hasta junio de 2019 fue investigador de tiempo completo en el Instituto de Investigaciones Jurídicas de la UNAM; en donde sus líneas de investigación son: La participación de México en la concertación política de América Latina, y Los fundamentos institucionales de la política exterior de México.

### Trayectoria política y diplomática
Inicialmente miembro del Partido Revolucionario Institucional (PRI), en él llegó presidir la comisión Editorial y fue secretario de Asuntos Internacional del comité ejecutivo nacional. 
Se desempeñó en distintos momentos como director general de Documentación y Asuntos Internacionales de la Secretaría del Trabajo y Previsión Social y como coordinador general de Promoción Editorial y Bibliotecas de la Secretaría de Educación Pública. En el gobierno de Miguel de la Madrid Hurtado, fue subsecretario de Planeación y Asuntos Culturales y subsecretario de Cooperación Internacional de la Secretaría de Relaciones Exteriores y como tal fue el principal representante de México en la iniciativa multilateral para la Paz en Centroamérica del Grupo Contadora. Había ingresado al Servicio Exterior Mexicano desde 1970.
A partir de 1987 apoyó las acciones y demandas de la Corriente Democrática del PRI, liderada por personajes como Cuauhtémoc Cárdenas Solórzano, Porfirio Muñoz Ledo e Ifigenia Martínez, entre otros; y en 1988 renunció junto a ellos a su militancia en el PRI y apoyó la candidatura de Cárdenas por el Frente Democrático Nacional en las elecciones de 1988.
Tras la cuestionada elección de 1988, se integró como miembro fundador del Partido de la Revolución Democrática (PRD), y entre 1989 y 1993 fue secretario de Relaciones Internacionales del comité ejecutivo presidido por Cuauhtémoc Cárdenas, continuando en el mismo cargo en el que presidió interiamente Roberto Robles Garnica en 1993; entre 1993 y 1994 en el presidido por Porfirio Muñoz Ledo fue secretario de Relaciones Políticas y de 1994 a 1996, representante del PRD ante el Instituto Federal Electoral.
En 1991 fue elegido diputado federal plurinominal a la LV Legislatura, que ejerció entre ese año y 1994 y en la cual fue coordinador de la bancada del PRD. Tras el término de su encargo en el IFE se retiró de la actividad política y se centró en sus actividades académicas.
Retornó a cargos públicos el 17 de enero de 2001, cuando por nombramiento del presidente Vicente Fox Quesada y siendo secretario de Relaciones Exteriores Jorge Castañeda Gutman, se convirtió en embajador de México en Chile, permaneciendo en el cargo hasta el 14 de junio de 2004, en que retorno a la vida académica.
En abril de 2019 el presidente Andrés Manuel López Obrador lo nombró embajador de México en Argentina. Se desempeñaba en dicho cargo cuando causó un escándalo mediático por sustraer sin pagar un libro de la librería El Ateneo Grand Splendid en Buenos Aires el 26 de octubre del mismo año, y por lo cual había sido detenido y posteriormente liberado por la policía. Ante lo cual, el secretario de Relaciones Exteriores, Marcelo Ebrard, anunció la investigación del caso por el comité de Ética de la institución y el retorno inmediato a México del embajador, pero el presidente Andrés Manuel López Obrador pidió no caer en linchamientos en el caso.
El 22 de diciembre siguiente trascendió en los medios de comunicación argentinos un segundo incidente, ocurrido en el Aeropuerto Internacional de Ezeiza cuando el embajador Valero se disponía a abordar su vuelo de regreso a México, y fue acusado de intentar sustraer una camiseta de un establecimiento duty free. El mismo día, la Secretaría de Relaciones Exteriores anunció la renuncia de Ricardo Valero a la embajada de México en Argentina, debido a motivos de salud.
El 10 de diciembre de 2019 una jueza de lo familiar aprobó una orden de restricción a una menor de edad que denunció a Valero de acoso sexual y violencia. Este hecho trascendió a la opinión pública hasta el día 4 de enero de 2020.